# Magyar Gasztronómiai Egyesület
A Magyar Gasztronómiai Egyesület az ország gasztronómiai kultúrájának megreformálása, és a szakácsképzés új alapokra helyezése céljából alakult civil szervezet.

## Alapítása

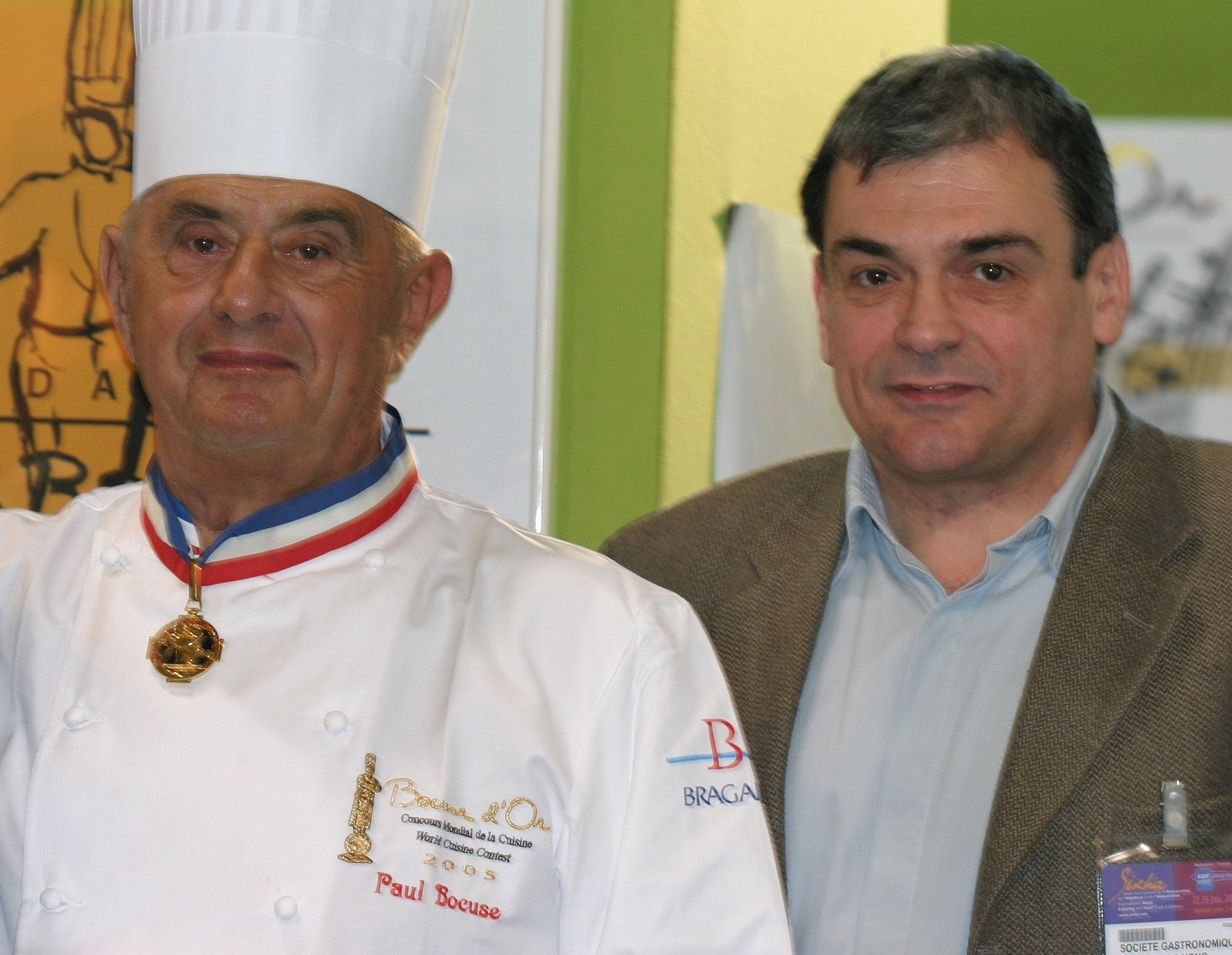
Paul Bocuse (balra) és Molnár B. Tamás, az egyesület alapítója

Az egyesület alapítását, Molnár B. Tamás, és Bittera Dóra kezdeményezte 2004-ben. A több neves magyar egyéniség által aláírt „Kulináris Charta” 2007. évi megjelentetésével, új korszak kezdődött a magyar gasztronómia történetében.
Az aláírókat az a felismerés vezette, hogy, Magyarország vendéglátása és gasztronómiája valaha az ország vonzereje volt. A felismerés lényege: 
- Az étkezési kultúra, az ország civilizáltságának és általános kultúrájának egyik legfontosabb fokmérője.
- Jó alapanyag nélkül nincs gasztronómia.
- Halaszthatatlanná vált a szakácsképzés és a kapcsolódó kézműves szakmák talpra állítása.
- A népesség egészségi állapota és a közízlés romlása megköveteli, hogy meg kell tanítani a jövő nemzedékét (már az óvodában, iskolában) arra, milyen fontos az értékes táplálék.

## Céljai
1. Az egyesület filozófiájának terjesztése. Ahogy a konyha több mint receptgyűjtemény, úgy az igazi étterem is több mint üzlet: életforma, amely felelősséggel jár. A kultúramegőrzés felelősségével. A pék, aki rossz kenyeret süt, elárulja a kenyeret s elárulja saját szakmáját. A vendéglős, aki ilyen kenyeret kínál, elárulja a vendéget és saját éttermét. A vendég, aki mindezt elfogadja, az – tudja vagy nem – elárulja saját magát.
2. Az oktatás, és továbbképzés megalapozása. A hagyomány megőrzésével, az evolúció alapjának a megteremtése, példamutatással, továbbképzési kurzusok, versenyek szervezésével, tankönyv és szakkönyvek kiadásának elősegítésével. A magyar konyha megújulásához, az oktatás átszervezése szükségességének bemutatásához, külföldi és magyar példák bemutatása, az egyesület portálja segítségével.
3. A gasztronómiában résztvevők kreativitásának fejlesztése. Az új magyar konyha jó ízlésű és kreatív. Az ízlés a megkülönböztetés képessége, a kreativitás a következetes munka és a csiszolt ízlés hozománya. A szakács egyik képességet sem kapja készen, mindkettőt tanulnia kell.
4. A gasztronómiai evolúcióhoz vezető út elvének az elfogadtatása. Az egyesület alapítójának, és a tagjainak elve: a magyar konyha nem holmi öröklött hátizsák, amit minden generáció úgy köteles tovább vinni, ahogy kapta. A zsákot ki kell nyitni. A romlott árut kivenni, a zsákot új tartalommal megtölteni.[4]

## Rendezvényei
- Czifray versenykurzus (három évenként)[5]
- Hagyomány és evolúció szakácsverseny (két évenként).[6] Például megtekinthető a 2010. februári verseny zsürije itt.[7]
- A Bocuse d'Or szakácsverseny magyarországi döntője[8]
- Gasztronómiai bemutatók szervezése külföldi szakácsok felkérésével
- Lehetőség felkutatása szakácsok külföldi tanulmányútjára